# Brunnen (Krüssau)

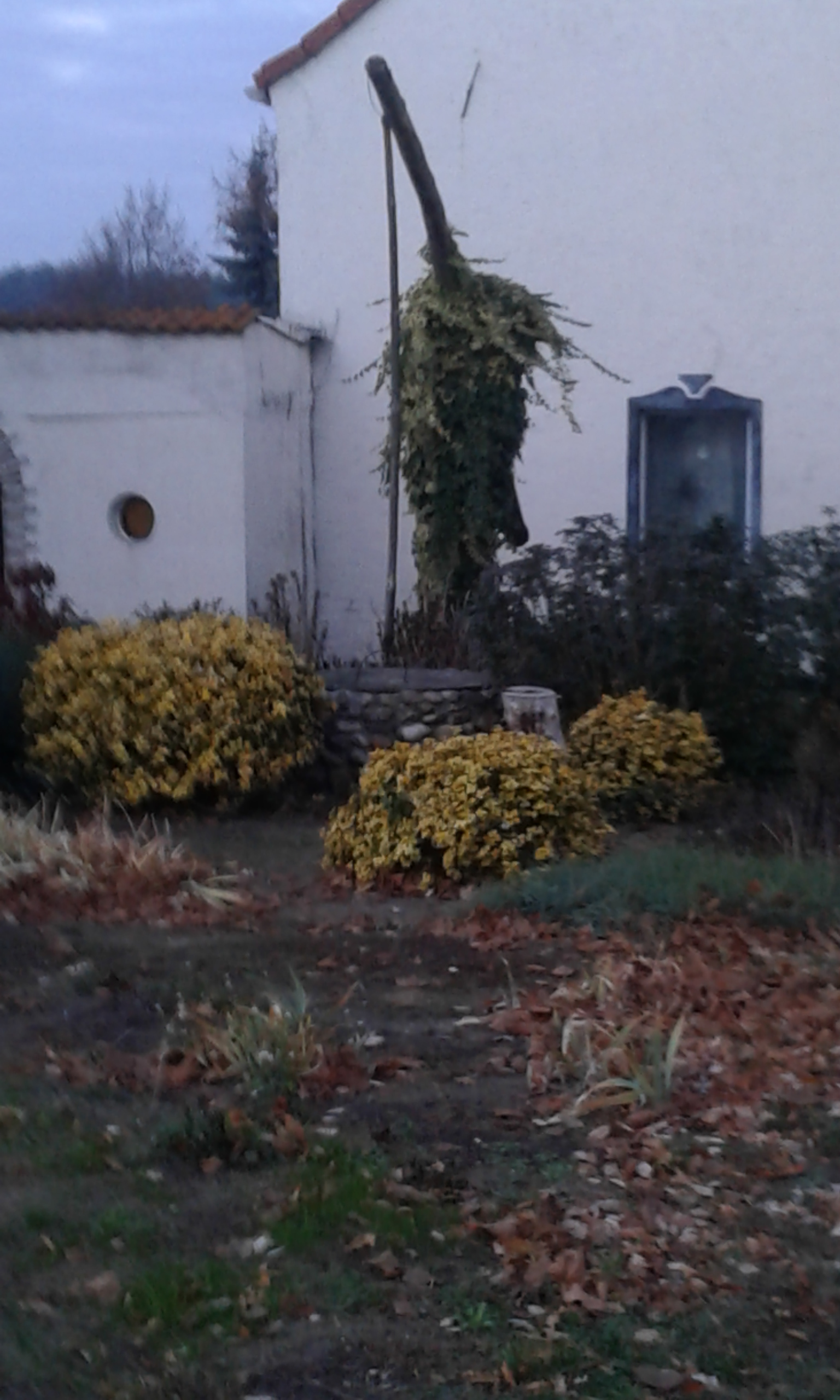
Brunnen in der Nähe der Kirche

Beim Brunnen in der Ortschaft Krüssau der Stadt Möckern in Sachsen-Anhalt handelt es sich um ein ehemals denkmalgeschütztes Bauwerk. Im örtlichen Denkmalverzeichnis war der Brunnen unter der Erfassungsnummer 094 71346 als Baudenkmal verzeichnet.
Für die Versorgung der Einwohner von Krüssau mit Wasser wurde 1827 ein Brunnen auf Höhe der Dorfstraße 23 in Krüssau gebaut. Dieser Brunnen ist bis heute erhalten geblieben und befindet sich im Vorgarten zwischen der Hausnummer 23 und 24 in Krüssau.
2019 wurde der Verlust der Denkmaleigenschaft festgestellt und der Brunnen aus dem Denkmalverzeichnis ausgetragen.

## Quelle
- Chronik von Krüssau und Brandenstein Teil I, 2011